# Sven Franc
Sven Franc, född 9 maj 1625 i Kvillinge församling, Östergötlands län, död 4 augusti 1674, var en svensk tjänsteman.

## Biografi
Sven Franc föddes 1625 på Kvillinge prästgård i Kvillinge församling. Han var son till kyrkoherden Petrus Petri Franc och Margareta Scheder. Franc blev 27 augusti 1641 student vid Uppsala universitet och disputerade 1650. Han blev 1655 sekreterare på litauiska och kurländska kommissionen, 1658 kunglig sekreterare och 1660 protokollssekreterare i rådskammaren. Han adlades 18 oktober 1662 till Franc och introducerades 1664 i Sveriges Riddarhus som nummer 710. Franc blev 1673 hovråd. han avled 1674 och begravdes i Oljeqvistska gravkoret i Strängnäs domkyrka, där hans vapen uppsattes.

### Egendom
Franc ägde Myckelmossa herrgård i Simonstorps socken som han fick genom en donation 1662.

### Familj
Franc gifte sig 5 augusti 1665 i Stockholm med Christina Johansdotter Oljeqvist (1644–1673), dotter till biskopen Johannes Matthiæ Gothus i Strängnäs stift och Catharina Nilsdotter Bohm. De fick tillsammans barnen studenten Johan Franc, studenten Peter Franc, Margareta Franc (död 1717) som var gift med häradshövdingen Johan Skyttehielm och Catharina Franc (1670–1697) som var gift med kungliga sekreteraren Johan von Öller.